# 交通局前停留場

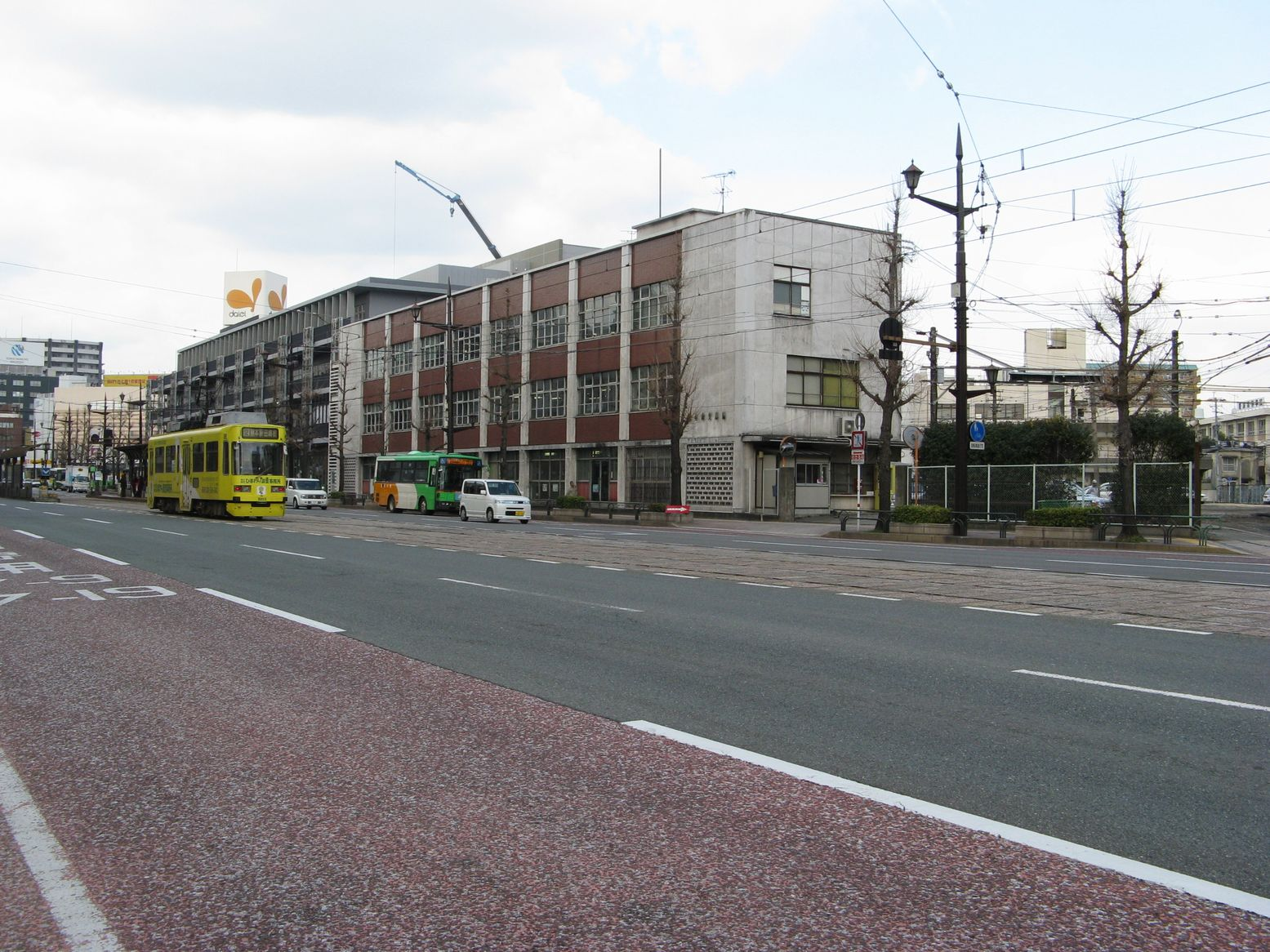
熊本市交通局（舊・大江局舍）

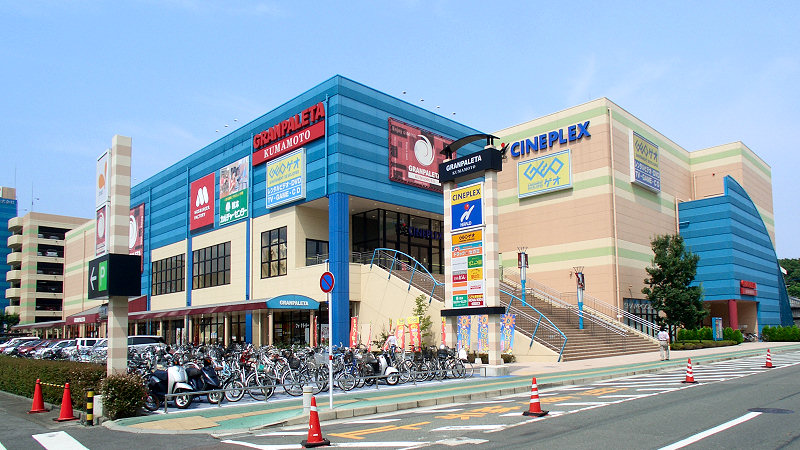
熊本Gran Paletta

交通局前停留場（日语：／ Kotsukyoku-mae teiryūjō */?），又稱交通局前電車站，是位於熊本縣熊本市中央區大江五丁目和九品寺二丁目，屬於熊本市交通局（熊本市電）水前寺線的電車站。車站編號為14。A系統和B系統皆停靠此站。

## 歷史
- 1924年（大正13年）8月1日 - 大江車庫前站啟用。
- 1935年（昭和10年）2月 - 電車站改名為電氣局前站。
- 1944年（昭和19年）6月1日 - 電車站改名為交通局前停留場。

## 電車站構造
此站設有2面2線的相對式低地台月台（千鳥式月台）。月台與路邊行人路之間設有行人過路處。此站可讓輪椅人士上落。靠近味噌天神前一方設有折返設備和交通局的引込線。部分電車司機會在此電車站進行交班。

### 運行系統
此站是水前寺線電車站之一，■A系統和■B系統會駛入此站。
| 月台 | 路線           | 上下行 | 方向                                             |
| ---- | -------------- | ------ | ------------------------------------------------ |
| 西邊 | ■A系統         | 上行   | 通町筋、辛島町、熊本站、田崎橋方向               |
| 西邊 | ■B系統         | 上行   | 通町筋、辛島町、本妙寺入口、上熊本方向           |
| 東側 | ■A系統、■B系統 | 下行   | 新水前寺站、水前寺公園、動植物園入口、健軍町方向 |

## 使用狀況
| 1日上下車人次變化 | 1日上下車人次變化 |
| 年度              | 1日平均人次       |
| ----------------- | ----------------- |
| 2011年            | 1,453             |
| 2012年            | 1,283             |
| 2013年            | 1,386             |
| 2014年            | 1,556             |
| 2015年            | 1,657             |

## 電車站周邊
- AEON熊本中央店（舊大榮熊本店）
- Gran Paletta熊本（UNITED CINEMAS熊本）
- 熊本市交通局
- 熊本市綜合保健福祉中心（日语：熊本市総合保健福祉センター）（熊本Welpal）
- 熊本市孩子中心（熊本Aipal）
- 九州學院中學·高等學校（日语：九州学院中学校・高等学校）
- 真和中學·高等學校（日语：真和中学校・高等学校）
- 鎮西中學·高等學校（日语：鎮西中学校・高等学校）
- 慶誠高等學校（日语：慶誠高等学校）
- 熊本中央信用金庫（日语：熊本中央信用金庫）總店
- 肥後銀行大江分店

## 巴士路線
- 交通局前
  - 產交巴士（日语：九州産交バス） - 東4、5、7、8、縣14～18、20、21、24、25、西4、6、7、10、12、野3、6、川1、11、京4系統 - 前往櫻町巴士總站（日语：熊本桜町バスターミナル）、熊本站、西部車廠（日语：九州産交バス熊本営業所）、快速（日语：快速バス）隆盛號（日语：たかもり号）
  - 電鐵巴士 - 縣33～35系統、北1、5、9系統（班次較少。只於平日早上和黃昏通勤時段行走，櫻町巴士總站方向不停站）
  - 熊本巴士（日语：熊本バス） - 東2、9、11、縣26～28、川1系統
  - 熊本都市巴士（日语：熊本都市バス） -  味1、2、4～6、島1、2、東1、3、縣1～3、5～7、11、12、西1、南1、上1、4、京1系統

## 相鄰電車站
熊本市交通局
■A系統、■B系統（水前寺線）
九品寺交差點（13）－交通局前（14）－味噌天神前（15）

## 注腳
1. ↑  国土数値情報(駅別乗降客数データ)  （页面存档备份，存于）（日語） - 國土交通省，2018年3月27日參閲

## 外部連結
- 熊本市交通局 （页面存档备份，存于）（日語）